# 多洛雷斯·埃雷迪亚
多洛雷斯·埃雷迪亚（西班牙語：Dolores Heredia，1966年10月6日—）是墨西哥女演員，出生于南下加利福尼亚州拉巴斯。
她在墨西哥国立自治大学学习了戏剧。